# Heimfeld
Heimfeld, Hamburg-Heimfeld – dzielnica miasta Hamburg w Niemczech, w okręgu administracyjnym Harburg.
1 kwietnia 1938 na mocy ustawy o Wielkim Hamburgu włączony w granice miasta.
31 grudnia 2016 dzielnicę zamieszkiwało 21 798 osób.